# C12H14N4O2S
化学式C12H14N4O2S（摩尔质量：278.33 g/mol）可以指：
- 磺胺二甲嘧啶，CAS号：57-68-1
- 磺胺二甲异嘧啶，CAS号：515-64-0

|  | 这个同类索引页列出了具有相同分子式的化学物（即同分異構體）条目。 除非您是有意链接至本页，否则应将相应条目的内部链接指向正确的条目。 |